# سد کوثر (نومل)
سد کوثر دهکده نومل (یا سد کوثرِ نومل یا سد کوثرِ گرگان)، سدی در ۱۵ کیلومتری جنوب شرقی شهر گرگان است که بر روی رودخانه گرمابدشت قرار دارد. حجم کل مخزن این سد خاکی ۷ میلیون متر مکعب می‌باشد. از مخزن سد که دارای دو بخش است برای آبیاری زمین‌های زراعی و پرورش ماهی استفاده می‌شود. ساخت سد کوثر نومل در سال ۱۳۶۷ آغاز و در سال ۱۳۷۲ افتتاح شد.
این منطقه به عنوان یکی از جاهای دیدنی گرگان شهرت دارد.

## مشخصات سد
ارتفاع از پی سد ۲۶ متر و طول تاج آن ۶۰۰ متر است. این سد علاوه بر مخزن اصلی دارای یک مخزن رسوبگیر نیز می‌باشد که حدود ۲/۷ میلیون متر مکعب ظرفیت دارد.
یک سد انحرافی به طول ۵/۱۸ متر در شمال سد بر روی آبراهه اصلی حوضه آبریز فرعی گرمابدشت احداث گردیده که با ظرفیت حداکثر ۲۰۰ متر مکعب بر ثانیه آب این رودخانه را در فصل غیر زراعی پس از عبور دادن از مخزن رسوب‌گیر به مخزن سد هدایت می‌کند.
شغل اصلی اهالی دهکده نومل کشاورزی و دامپروری است. سطح زیادی از زمین‌های کشاورزی روستا در اراضی شیبدار واقع شده و به صورت دیم کشت می‌شوند.

## امکانات گردشگری منطقه
این سد در منطقه نومل باعث شده دریاچه ای زیبا با منظره‌هایی دلچسب ایجاد شود که مردم برای تفریح به کنار دریاچه آن می‌روند. در نزدیکی هم کوه‌های پر از درختچه قرار دارد که خیلی سرسبز و بکر هستند.
جاذبه‌های گردشگری دهکده نومل با چند دقیقه پیاده‌روی از مرکز روستا در دسترس هستند و علاقه‌مندان به طبیعت بکر و وحشی می‌توانند با کمک راه بلد محلی و طی مسیر در جنگل شاهد نقاط دیدنی و امکانات سیاحتی زیر باشند:
- شش عدد آبشار کم نظریر و پرآب نومل
- چشمه‌های آب معدنی
- مناظر زیبای کرانه دریاچه سد
- قایق‌سواری و پرورش ماهی در دریاچه
- جنگل‌های بکر و زیبای منطقه
- آثار باستانی روستای نومل
- گردشگری حیات وحش در جنگل‌ها با کمک راه بلد محلی